# Limogne-en-Quercy
Limogne-en-Quercy est une commune française, située dans le sud du département du Lot en région Occitanie.
Elle est également dans le causse de Limogne, un des quatre causses du Quercy, dénudé et clairsemé de champs de lavande, de genévriers et de chênes truffiers.
Exposée à un climat océanique altéré, aucun cours d'eau permanent n'est répertorié sur la commune. Incluse dans le parc naturel régional des Causses du Quercy, qui a depuis 2017 le label de géoparc mondial Unesco, la commune possède un patrimoine naturel remarquable :  un espace protégé (la réserve naturelle nationale d'intérêt géologique du département du Lot) et une zone naturelle d'intérêt écologique, faunistique et floristique.
Limogne-en-Quercy est une commune rurale qui compte 842 habitants en 2022, après avoir connu un pic de population de 1 507 habitants en 1861. Ses habitants sont appelés les Limognais ou  Limognaises.

## Géographie
Le village est situé sur le Causse de Limogne dans l'ancienne province du Quercy. La route qui traverse le village est l'ancienne route nationale 111 entre Cahors et Villefranche-de-Rouergue.

### Communes limitrophes
Les communes limitrophes sont  Beauregard, Calvignac, Cénevières, Lugagnac, Promilhanes, Puyjourdes, Saint-Jean-de-Laur, Varaire et Vidaillac.
| Cénevières | Calvignac         | Saint-Jean-de-Laur     |
| Lugagnac   | Limogne-en-Quercy | Puyjourdes             |
| Varaire    | Beauregard        | Promilhanes, Vidaillac |

### Climat
Pour des articles plus généraux, voir Climat de l'Occitanie et Climat du Lot.
En 2010, le climat de la commune est de type climat océanique altéré, selon une étude s'appuyant sur une série de données couvrant la période 1971-2000. En 2020, Météo-France publie une typologie des climats de la France métropolitaine dans laquelle la commune est toujours exposée à un climat océanique altéré et est dans la région climatique Ouest et nord-ouest du Massif Central, caractérisée par une pluviométrie annuelle de 900 à 1 500 mm, maximale en automne et en hiver.
Pour la période 1971-2000, la température annuelle moyenne est de 12,2 °C, avec une amplitude thermique annuelle de 15,7 °C. Le cumul annuel moyen de précipitations est de 930 mm, avec 11,9 jours de précipitations en janvier et 5,9 jours en juillet. Pour la période 1991-2020, la température moyenne annuelle observée sur la station météorologique la plus proche, située sur la commune de Caylus à 18 km à vol d'oiseau, est de 13,0 °C et le cumul annuel moyen de précipitations est de 799,0 mm,. Pour l'avenir, les paramètres climatiques de la commune estimés pour 2050 selon différents scénarios d'émission de gaz à effet de serre sont consultables sur un site dédié publié par Météo-France en novembre 2022.

### Milieux naturels et biodiversité

#### Espaces protégés
La protection réglementaire est le mode d’intervention le plus fort pour préserver des espaces naturels remarquables et leur biodiversité associée,.
La commune fait partie du parc naturel régional des Causses du Quercy, un espace protégé créé en 1999 et d'une superficie de 183 039 ha, qui s'étend sur 102 communes du département du Lot. La cohérence du territoire du Parc s’est fondée sur l’unité géologique d’un même socle de massif karstique, entaillé de profondes vallées. Le périmètre repose sur une unité de paysages autour de la pierre et du bâti (souvent en pierre sèche), de l’empreinte des pelouses sèches et du pastoralisme et de l’omniprésence des patrimoines naturels et culturels,. Ce parc a été classé Géoparc en mai 2017 sous la dénomination « géoparc des causses du Quercy », faisant dès lors partie du réseau mondial des Géoparcs, soutenu par l’UNESCO,.
Un  autre espace protégé est présent sur la commune : 
la réserve naturelle nationale d'intérêt géologique du département du Lot, classée en 2015 et d'une superficie de 800 ha, composée de 59 sites d'intérêts géomorphologique, minéralogique, tectonique et paléontologique remarquables,.

#### Zones naturelles d'intérêt écologique, faunistique et floristique

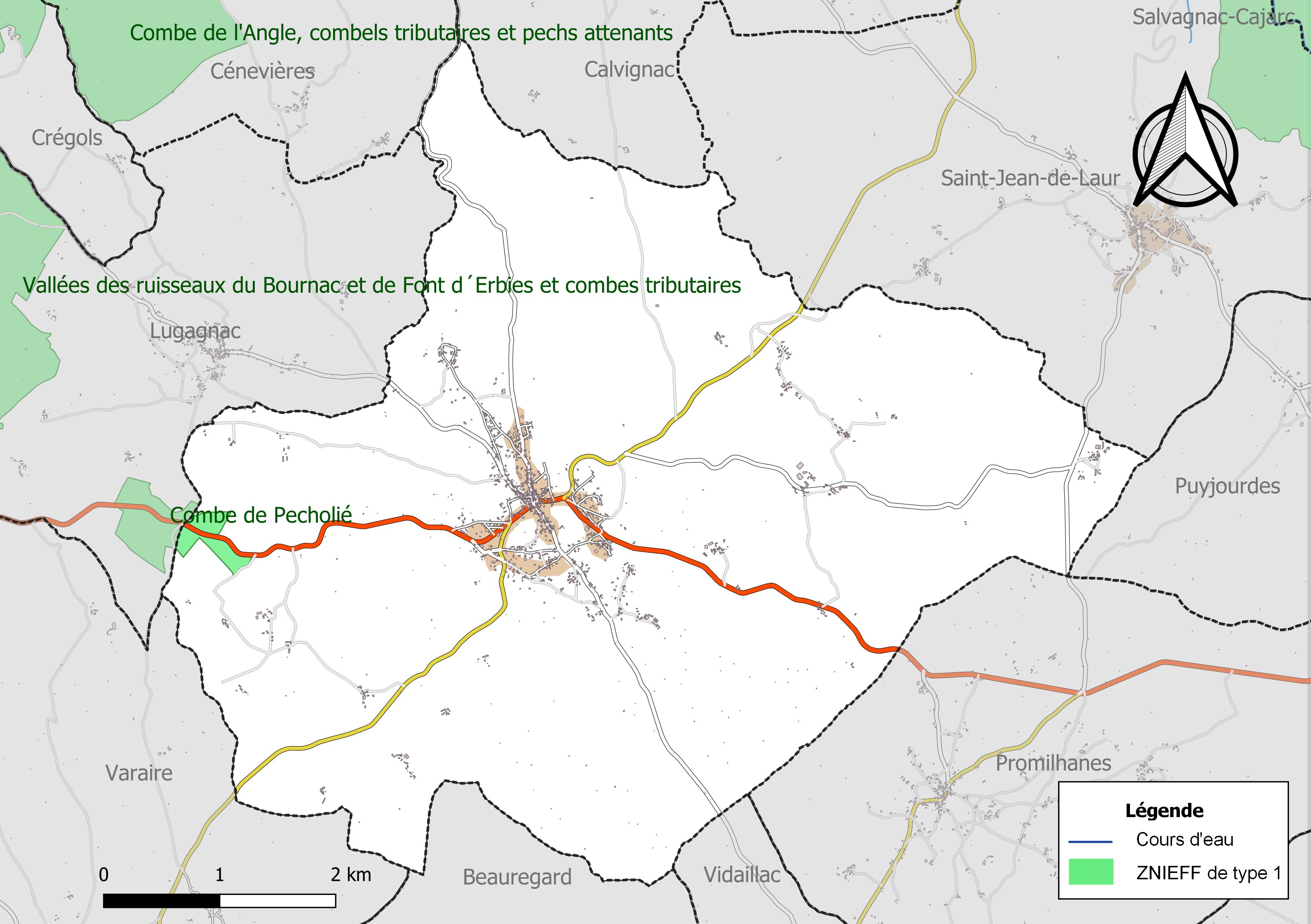
Carte de la ZNIEFF de type 1 localisée sur la commune.

L’inventaire des zones naturelles d'intérêt écologique, faunistique et floristique (ZNIEFF) a pour objectif de réaliser une couverture des zones les plus intéressantes sur le plan écologique, essentiellement dans la perspective d’améliorer la connaissance du patrimoine naturel national et de fournir aux différents décideurs un outil d’aide à la prise en compte de l’environnement dans l’aménagement du territoire.
Une ZNIEFF de type 1 est recensée sur la commune :
la « combe de Pecholié » (45 ha), couvrant 2 communes du département.

## Urbanisme

### Typologie
Au 1er janvier 2024, Limogne-en-Quercy est catégorisée commune rurale à habitat dispersé, selon la nouvelle grille communale de densité à sept niveaux définie par l'Insee en 2022.
Elle est située hors unité urbaine et hors attraction des villes,.

### Occupation des sols
L'occupation des sols de la commune, telle qu'elle ressort de la base de données européenne d’occupation biophysique des sols Corine Land Cover (CLC), est marquée par l'importance des forêts et milieux semi-naturels (64,9 % en 2018), en augmentation par rapport à 1990 (61,7 %). La répartition détaillée en 2018 est la suivante : 
forêts (61,2 %), zones agricoles hétérogènes (24,2 %), prairies (8,2 %), milieux à végétation arbustive et/ou herbacée (3,8 %), zones urbanisées (2,6 %). L'évolution de l’occupation des sols de la commune et de ses infrastructures peut être observée sur les différentes représentations cartographiques du territoire : la carte de Cassini (XVIIIe siècle), la carte d'état-major (1820-1866) et les cartes ou photos aériennes de l'IGN pour la période actuelle (1950 à aujourd'hui).

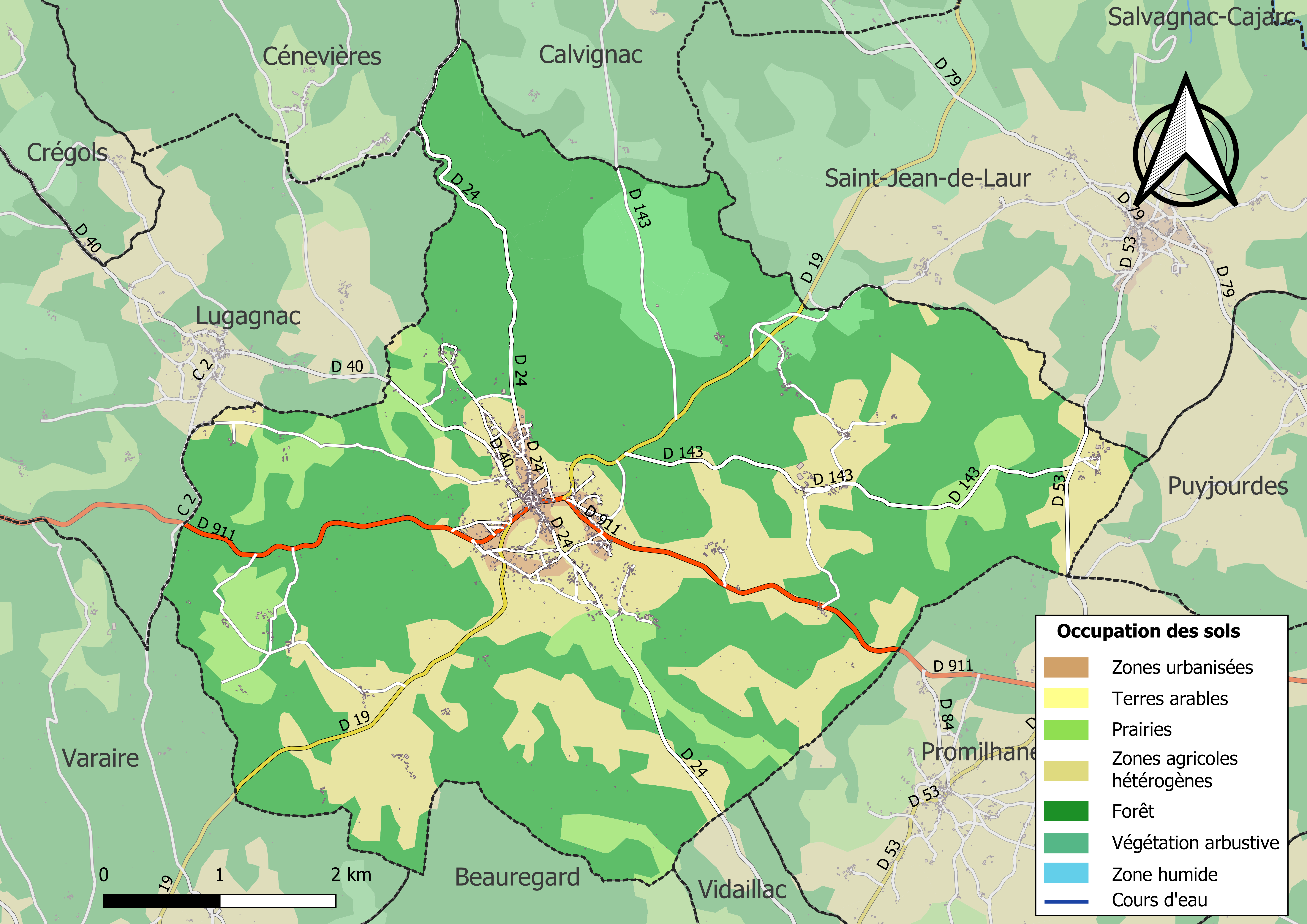
Carte des infrastructures et de l'occupation des sols de la commune en 2018 (CLC).

### Risques majeurs
Le territoire de la commune de Limogne-en-Quercy est vulnérable à différents aléas naturels : météorologiques (tempête, orage, neige, grand froid, canicule ou sécheresse), feux de forêts, mouvements de terrains et séisme (sismicité très faible). Un site publié par le BRGM permet d'évaluer simplement et rapidement les risques d'un bien localisé soit par son adresse soit par le numéro de sa parcelle.
Limogne-en-Quercy est exposée au risque de feu de forêt. Un plan départemental de protection des forêts contre les incendies a été approuvé par arrêté préfectoral le 30 novembre 2015 pour la période 2015-2025. Les propriétaires doivent ainsi couper les broussailles, les arbustes et les branches basses sur une profondeur de 50 mètres, aux abords des constructions, chantiers, travaux et installations de toute nature, situées à moins de 200 mètres de terrains en nature
de bois, forêts, plantations, reboisements, landes ou friches. Le brûlage des déchets issus de l’entretien des parcs et jardins des ménages et des collectivités est interdit. L’écobuage est également interdit, ainsi que les feux de type méchouis et barbecues, à l’exception de ceux prévus dans des installations fixes (non situées sous couvert d'arbres) constituant une dépendance d'habitation.

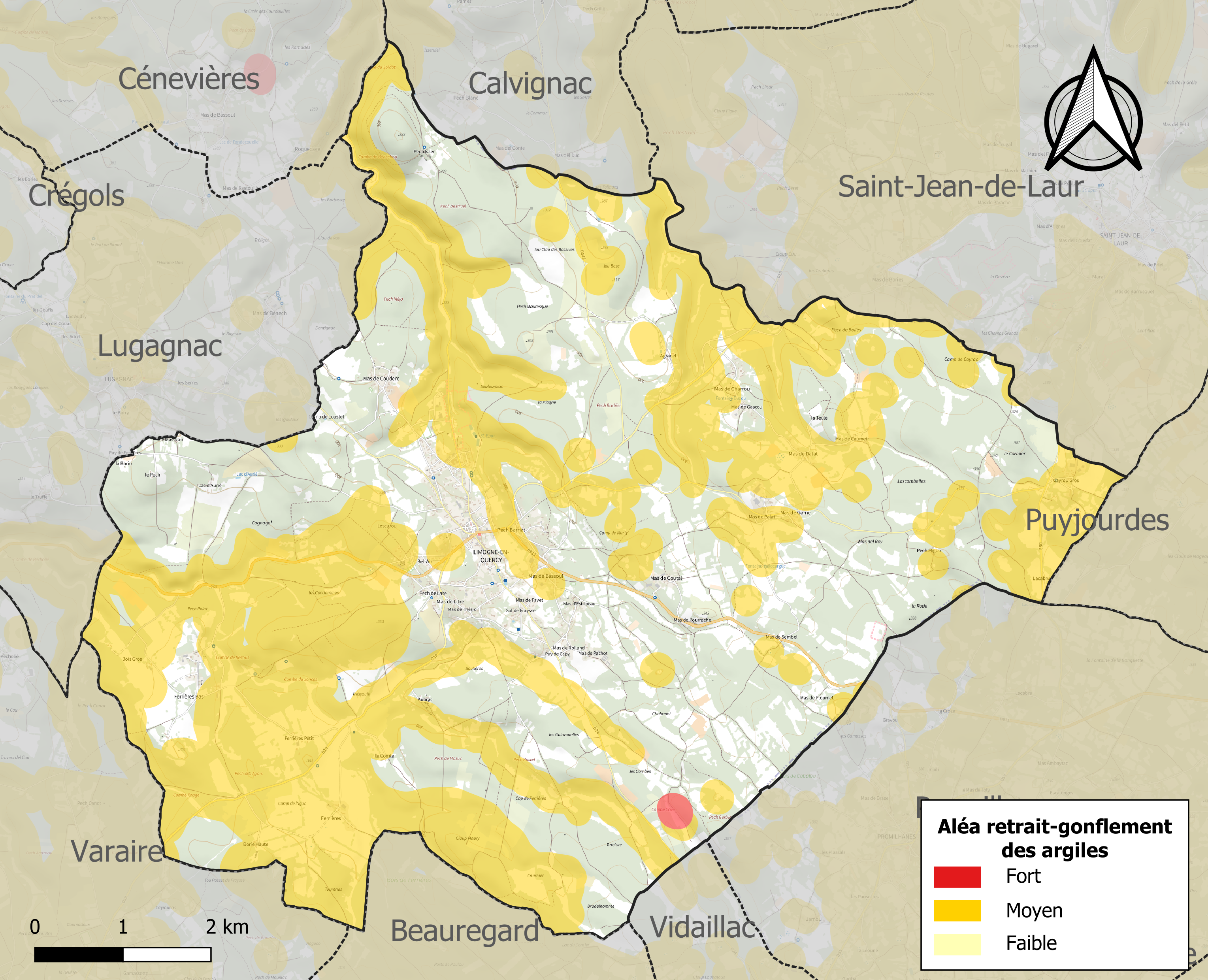
Carte des zones d'aléa retrait-gonflement des sols argileux de Limogne-en-Quercy.

Les mouvements de terrains susceptibles de se produire sur la commune sont des affaissements et effondrements liés aux cavités souterraines (hors mines) et des éboulements, chutes de pierres et de blocs. Par ailleurs, afin de mieux appréhender le risque d’affaissement de terrain, l'inventaire national des cavités souterraines permet de localiser celles situées sur la commune.
Le retrait-gonflement des sols argileux est susceptible d'engendrer des dommages importants aux bâtiments en cas d’alternance de périodes de sécheresse et de pluie. 48,8 % de la superficie communale est en aléa moyen ou fort (67,7 % au niveau départemental et 48,5 % au niveau national). Sur les 519 bâtiments dénombrés sur la commune en 2019, 121 sont en aléa moyen ou fort, soit 23 %, à comparer aux 72 % au niveau départemental et 54 % au niveau national. Une cartographie de l'exposition du territoire national au retrait gonflement des sols argileux est disponible sur le site du BRGM,.
Par ailleurs, afin de mieux appréhender le risque d’affaissement de terrain, l'inventaire national des cavités souterraines permet de localiser celles situées sur la commune.
La commune a été reconnue en état de catastrophe naturelle au titre des dommages causés par les inondations et coulées de boue survenues en 1982, 1999 et 2021. Concernant les mouvements de terrains, la commune a été reconnue en état de catastrophe naturelle au titre des dommages causés par des mouvements de terrain en 1999.

## Toponymie
Le nom Limogne est formé à partir du gaulois limo qui désigne un arbre du genre de l'orme. Il pourrait aussi provenir du nom d'homme gaulois Limonius issu du nom gaulois d'arbre limo.

## Histoire
En 1789, c'est le 31 août que la grande peur arrive dans la région.
En mars 1939, Limogne accueille un groupe de 164 réfugiés espagnols. Plus tard au printemps, des réfugiés du camp de Septfonds sont placés auprès d'agriculteurs du village.

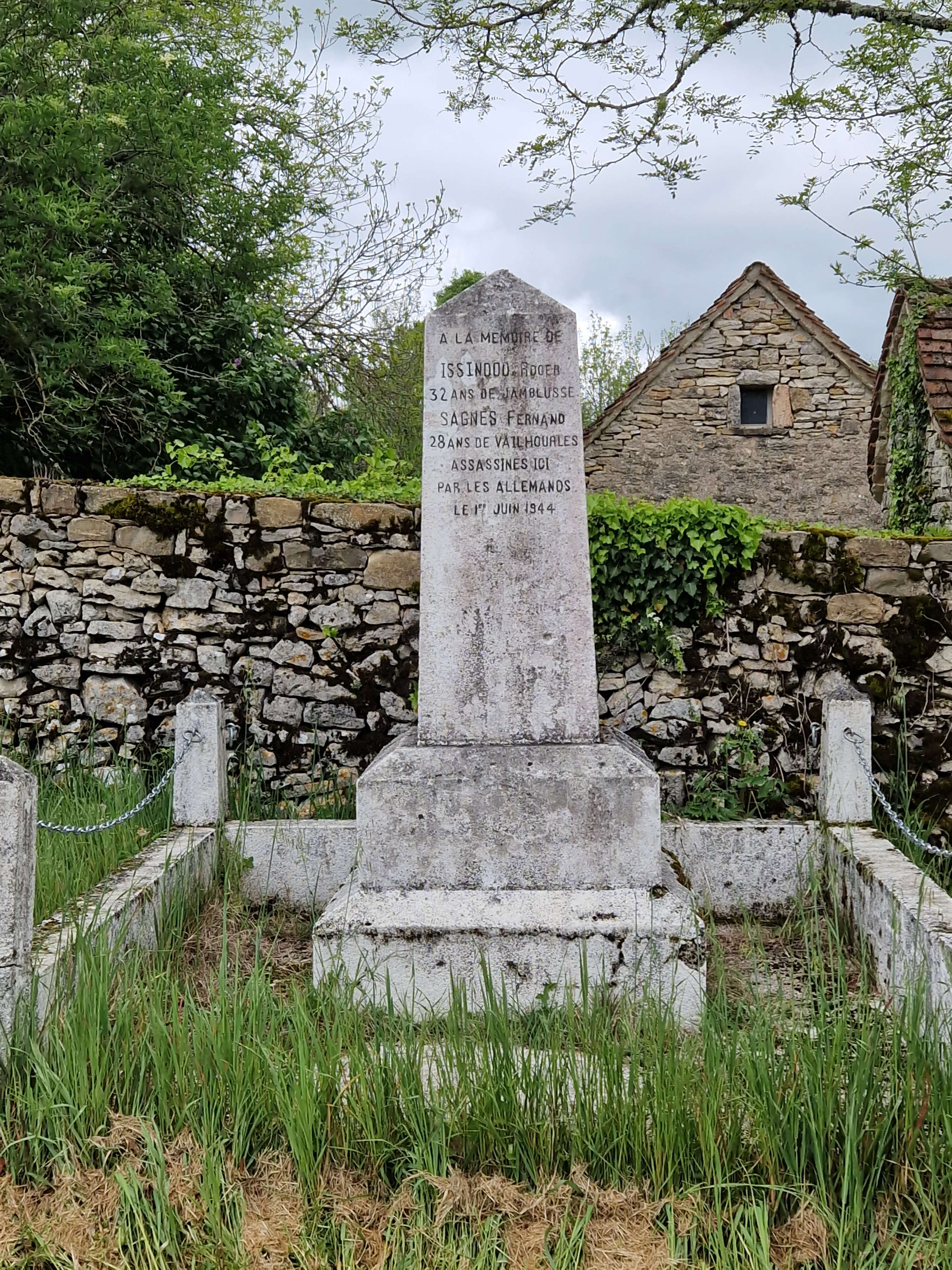
Stèle commémorative de l'évènement dans le village

Le 1er juin 1944, un groupe de SS de la 2e Division SS Das Reich arrive à Limogne alors que se tient le marché du village. Ils sont chargés de mener une opération "de nettoyage" après une attaque menée par les maquis du Lot et de l’Aveyron contre le dépôt de chemin de fer de Capdenac le 1er juin. Un mouvement de panique a lieu, des hommes s'enfuient en courant et les SS leur tirent dessus. 9 civils sont tués ce jour-là,. 
En 1953, le délégué du député du canton de Limogne, M. Borie, un communiste, figure parmi les premiers poujadistes. Il démissionne avec quatorze autres membres du conseil d’administration de l’UDCA du Lot, en novembre 1954, lors de la purge des membres communistes du mouvement.
Le 1er, 2 et 3 octobre 2005 se tiennent à Limogne et à Lalbenque les "Journées Bernard Gèze", un colloque rassemblant les scientifiques travaillant sur les phosphatières du Quercy, sous la présidence de Michel Durand-Delga. Bernard Gèze était un licencié en science ayant publié en 1937 une étude de l'hydrogéologie et de la morphologie de la bordure sud-ouest du Massif Central.

## Politique et administration
Le conseil municipal fonctionne avec 14 élus depuis 2011.

## Démographie
L'évolution du nombre d'habitants est connue à travers les recensements de la population effectués dans la commune depuis 1793. Pour les communes de moins de 10 000 habitants, une enquête de recensement portant sur toute la population est réalisée tous les cinq ans, les populations de référence des années intermédiaires étant quant à elles estimées par interpolation ou extrapolation. Pour la commune, le premier recensement exhaustif entrant dans le cadre du nouveau dispositif a été réalisé en 2006.

En 2022, la commune comptait 842 habitants, en évolution de +10,21 % par rapport à 2016 (Lot : +1,31 %, France hors Mayotte : +2,11 %).
| 1793 | 1800  | 1806  | 1821  | 1831  | 1836  | 1841  | 1846  | 1851  |
| ---- | ----- | ----- | ----- | ----- | ----- | ----- | ----- | ----- |
| 951  | 1 175 | 1 156 | 1 214 | 1 072 | 1 226 | 1 247 | 1 346 | 1 458 |

| 1856  | 1861  | 1866  | 1872  | 1876  | 1881  | 1886  | 1891  | 1896  |
| ----- | ----- | ----- | ----- | ----- | ----- | ----- | ----- | ----- |
| 1 454 | 1 507 | 1 458 | 1 390 | 1 408 | 1 433 | 1 372 | 1 348 | 1 242 |

| 1901  | 1906  | 1911 | 1921 | 1926 | 1931 | 1936 | 1946 | 1954 |
| ----- | ----- | ---- | ---- | ---- | ---- | ---- | ---- | ---- |
| 1 110 | 1 012 | 908  | 774  | 738  | 723  | 675  | 665  | 623  |

| 1962 | 1968 | 1975 | 1982 | 1990 | 1999 | 2006 | 2011 | 2016 |
| ---- | ---- | ---- | ---- | ---- | ---- | ---- | ---- | ---- |
| 584  | 591  | 616  | 637  | 618  | 724  | 788  | 795  | 764  |

| 2021 | 2022 | - | - | - | - | - | - | - |
| ---- | ---- | - | - | - | - | - | - | - |
| 807  | 842  | - | - | - | - | - | - | - |

## Économie

### Revenus
En 2018, la commune compte 369 ménages fiscaux, regroupant 696 personnes. La médiane du revenu disponible par unité de consommation est de 19 050 € (20 740 € dans le département).

### Emploi
|                | 2008  | 2013   | 2018  |
| -------------- | ----- | ------ | ----- |
| Commune        | 9,1 % | 10,7 % | 9,9 % |
| Département    | 7,3 % | 8,9 %  | 9,6 % |
| France entière | 8,3 % | 10 %   | 10 %  |

En 2018, la population âgée de 15 à 64 ans s'élève à 343 personnes, parmi lesquelles on compte 72,4 % d'actifs (62,4 % ayant un emploi et 9,9 % de chômeurs) et 27,6 % d'inactifs,. En  2018, le taux de chômage communal (au sens du recensement) des 15-64 ans est supérieur à celui du département, mais inférieur à celui de la France, alors qu'il était supérieur à celui de la France en 2008.
La commune est hors attraction des villes,. Elle compte 303 emplois en 2018, contre 309 en 2013 et 347 en 2008. Le nombre d'actifs ayant un emploi résidant dans la commune est de 223, soit un indicateur de concentration d'emploi de 136,1 % et un taux d'activité parmi les 15 ans ou plus de 38,8 %.
Sur ces 223 actifs de 15 ans ou plus ayant un emploi, 126 travaillent dans la commune, soit 57 % des habitants. Pour se rendre au travail, 68,4 % des habitants utilisent un véhicule personnel ou de fonction à quatre roues, 0,5 % les transports en commun, 13,7 % s'y rendent en deux-roues, à vélo ou à pied et 17,4 % n'ont pas besoin de transport (travail au domicile).

### Activités hors agriculture

#### Secteurs d'activités
99 établissements sont implantés  à Limogne-en-Quercy au 31 décembre 2019. Le tableau ci-dessous en détaille le nombre par secteur d'activité et compare les ratios avec ceux du département,.
| Secteur d'activité                                                                                        | Commune | Commune | Département |
| Secteur d'activité                                                                                        | Nombre  | %       | %           |
| --- | ------- | ------- | ----------- |
| Ensemble                                                                                                  | 99      | 100 %   | (100 %)     |
| Industrie manufacturière, industries extractives et autres                                                | 10      | 10,1 %  | (14 %)      |
| Construction                                                                                              | 9       | 9,1 %   | (13,9 %)    |
| Commerce de gros et de détail, transports, hébergement et restauration                                    | 40      | 40,4 %  | (29,9 %)    |
| Information et communication                                                                              | 2       | 2 %     | (1,8 %)     |
| Activités financières et d'assurance                                                                      | 2       | 2 %     | (2,8 %)     |
| Activités immobilières                                                                                    | 3       | 3 %     | (3,5 %)     |
| Activités spécialisées, scientifiques et techniques et activités de services administratifs et de soutien | 5       | 5,1 %   | (13,5 %)    |
| Administration publique, enseignement, santé humaine et action sociale                                    | 18      | 18,2 %  | (12 %)      |
| Autres activités de services                                                                              | 10      | 10,1 %  | (8,7 %)     |

Le secteur du commerce de gros et de détail, des transports, de l'hébergement et de la restauration est prépondérant sur la commune puisqu'il représente 40,4 % du nombre total d'établissements de la commune (40 sur les 99 entreprises implantées  à Limogne-en-Quercy), contre 29,9 % au niveau départemental.

#### Entreprises et commerces
Les deux entreprises ayant leur siège social sur le territoire communal qui génèrent le plus de chiffre d'affaires en 2020 sont : 
- EURL Morel Bassoul Sylvie Et Gerard, commerce de détail de quincaillerie, peintures et verres en petites surfaces (moins de 400 m2) (188 k€) ;
- Postmortem, activités spécialisées de design (71 k€).

### Agriculture
La commune est dans les Causses », une petite région agricole occupant une grande partie centrale du département du Lot. En 2020, l'orientation technico-économique de l'agriculture  sur la commune est l'élevage d'équidés et/ou d' autres herbivores.
|               | 1988  | 2000  | 2010  | 2020  |
| ------------- | ----- | ----- | ----- | ----- |
| Exploitations | 35    | 21    | 16    | 17    |
| SAU (ha)      | 1 122 | 1 374 | 1 918 | 2 206 |

Le nombre d'exploitations agricoles en activité et ayant leur siège dans la commune est passé de 35 lors du recensement agricole de 1988  à 21 en 2000 puis à 16 en 2010 et enfin à 17 en 2020, soit une baisse de 51 % en 32 ans. Le même mouvement est observé à l'échelle du département qui a perdu pendant cette période 60 % de ses exploitations,. La surface agricole utilisée sur la commune est restée relativement stable, passant de 1122 ha en 1988 à 2206 ha en 2020. Parallèlement la surface agricole utilisée moyenne par exploitation a augmenté, passant de 32 à 130 ha.

## Culture locale et patrimoine

### Lieux et monuments
- Église Saint-Blaise de Limogne-en-Quercy.

## Mégalithisme
La commune bénéficie d'un patrimoine mégalithique très riche, dont cinq dolmens classés aux Monuments Historiques :

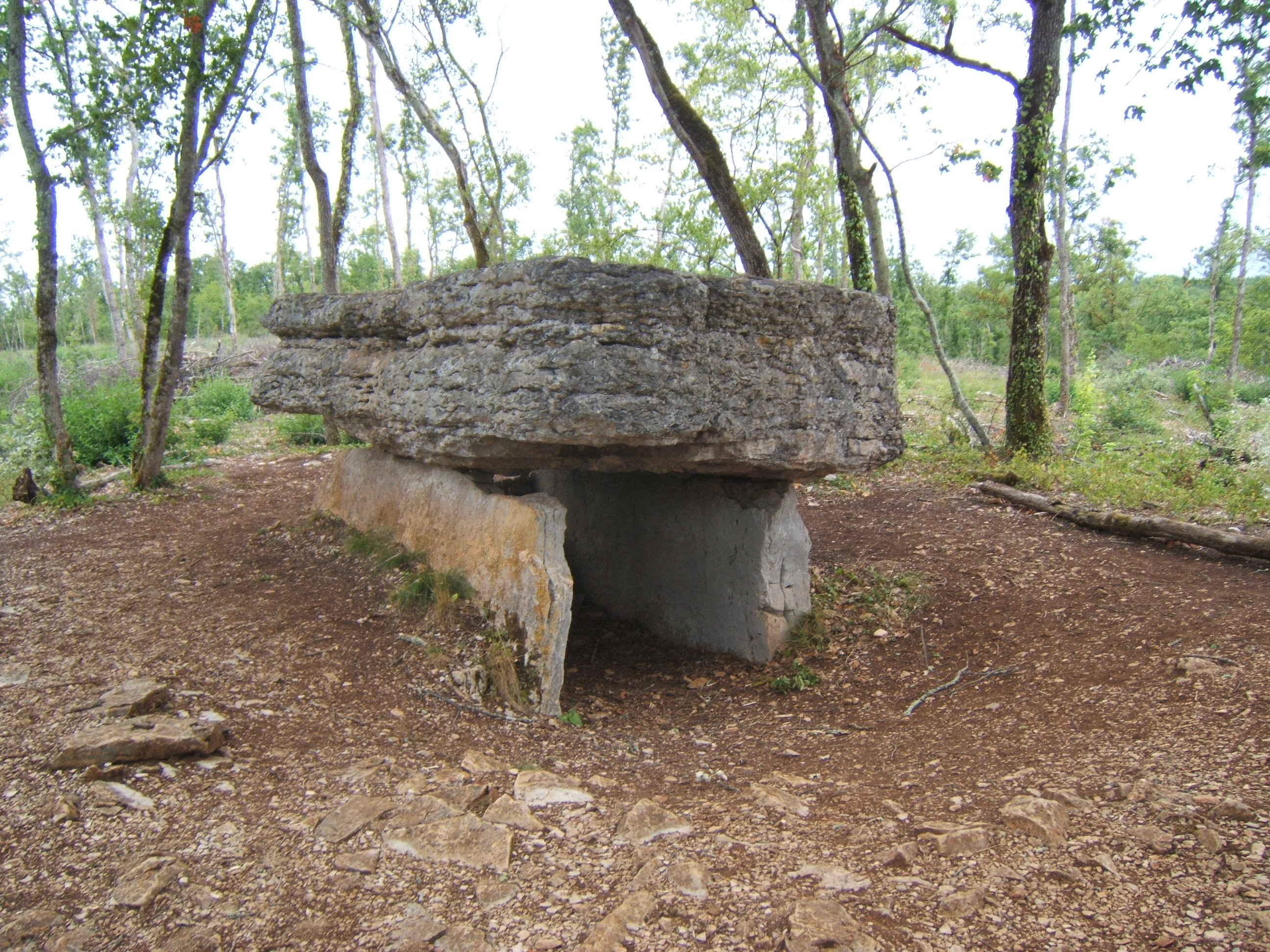
Dolmen d'Agranel

- Dolmen d'Agranel : la grande table repose sur des orthostates de plus de 3 mètres de long, elle comporte une grande cupule sur sa surface extérieure.  Inscrit MH (1959) Notice no PA00095137 44° 24′ 58″ N, 1° 47′ 05″ E
- Dolmen de Ferrières (appelé aussi Dolmen de Pech-Levade) : c'est un des plus gros dolmen du département, la table de 25 tonnes est posée sur deux orthostates très haut. La dalle de chevet a disparu et a été remplacée depuis par un muret de pierres sèches.  Classé MH (1959) Notice no PA00095138 44° 22′ 53″ N, 1° 44′ 27″ E
- Dolmen du Joncas : il a conservé son tumulus.  Inscrit MH (1959) Notice no PA00095139 44° 22′ 24″ N, 1° 45′ 07″ E
- Dolmen de Pajot (appelé aussi Dolmen de la Peyrette): la table de 13 m² est légèrement penchée.  Inscrit MH (1959) Notice no PA00095140 44° 23′ 16″ N, 1° 46′ 48″ E

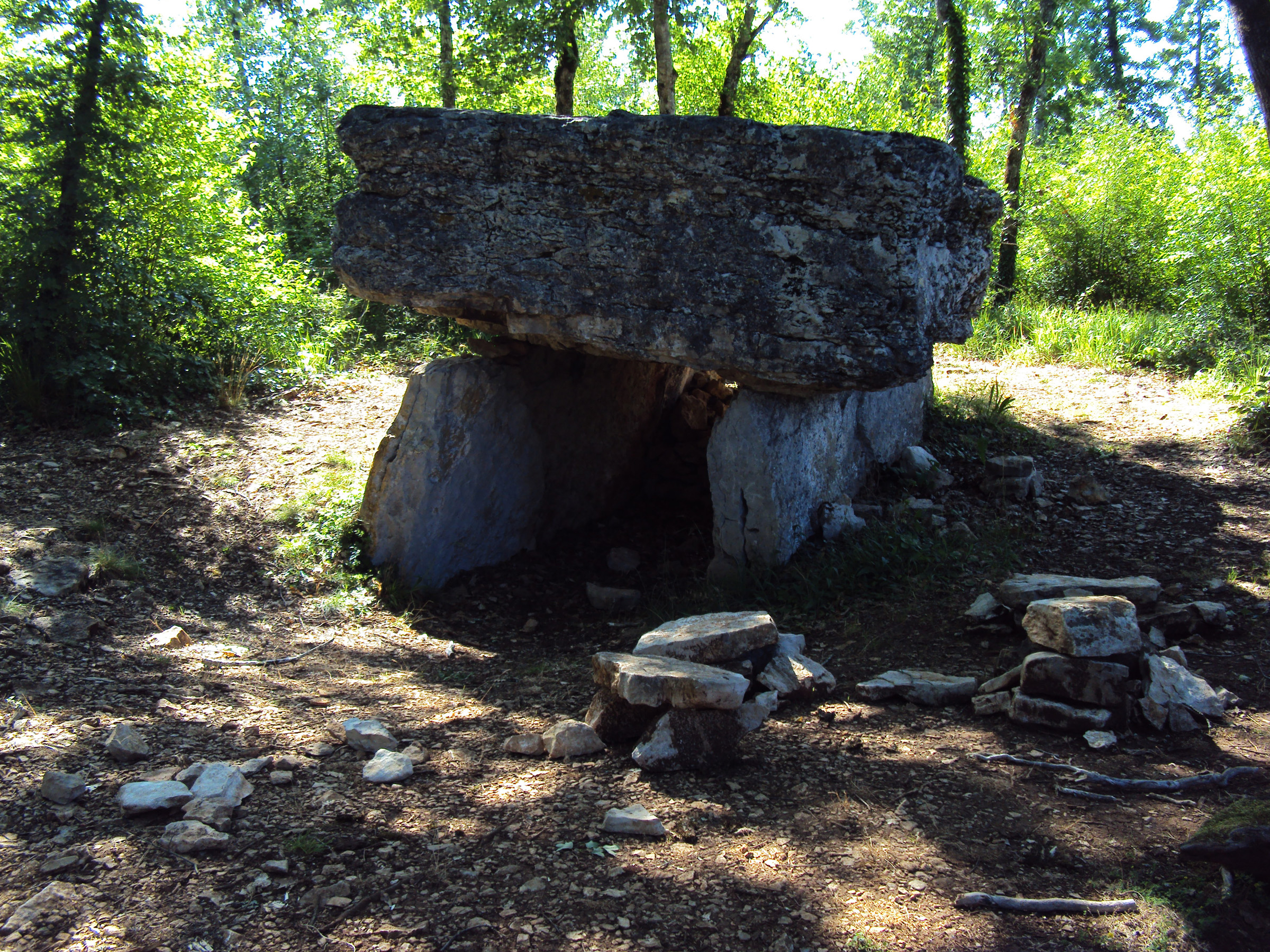
Dolmen du Lac d'Aurie.

- Dolmen de Pech-Lapeyre (appelé aussi Dolmen du Lac d'Aurié) : il se caractérise par une table très épaisse (1 mètre) qui pèse environ 17 tonnes.  Classé MH (1889) Notice no PA00095141 44° 24′ 07″ N, 1° 45′ 08″ E
- Dolmen de la Pierre-Levée : il a conservé son allure générale dont une belle table de couverture.

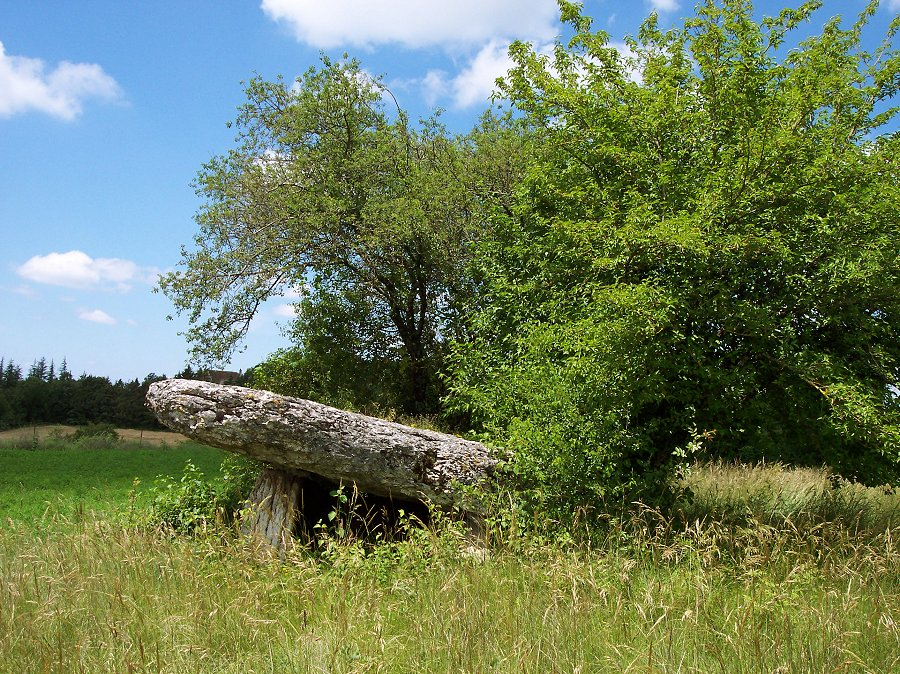
Dolmen de Pajot.
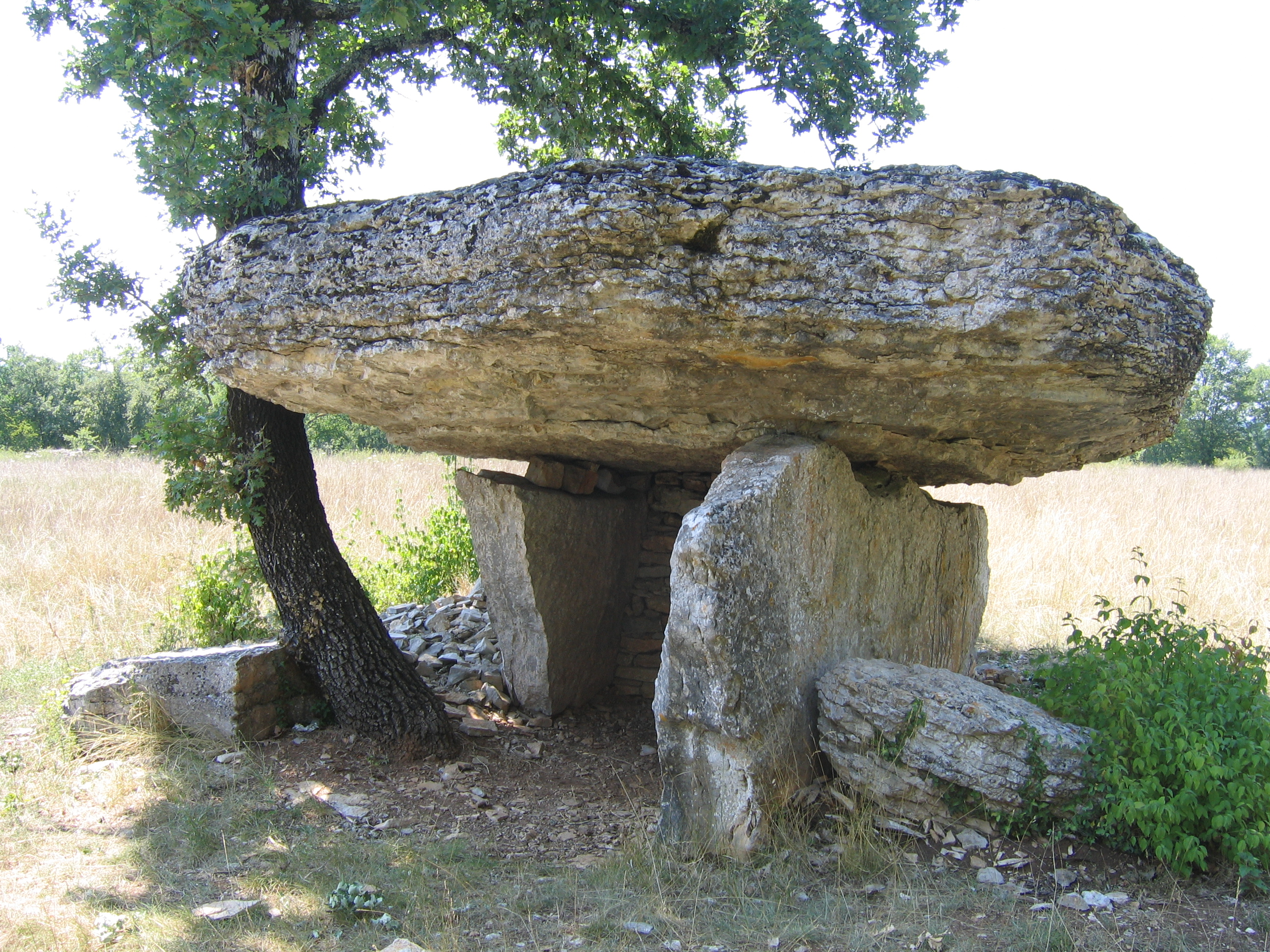
Dolmen de Ferrières.
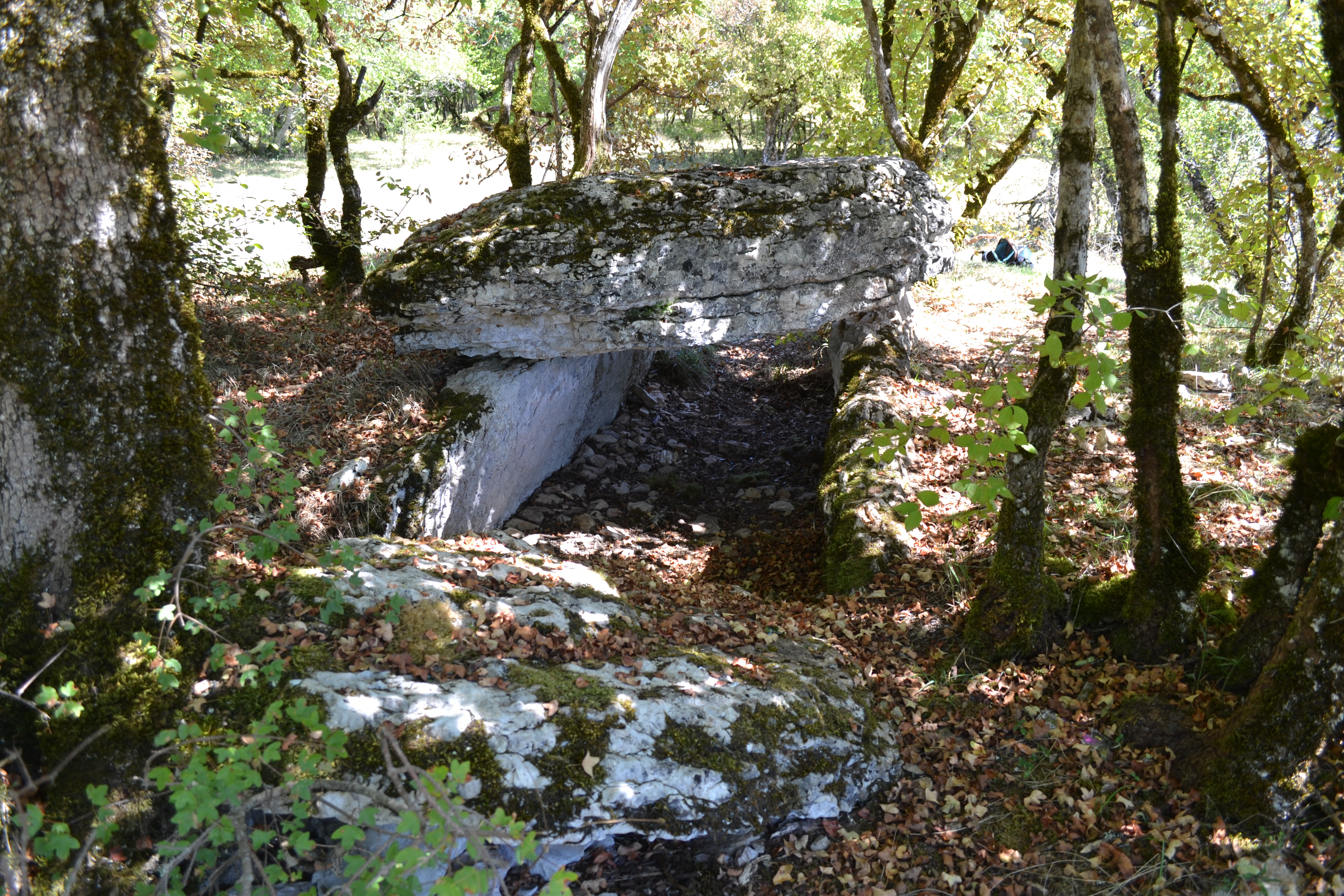
Dolmen de Joncas.

### Personnalités liées à la commune
- Jacques Ozouf historien, a vécu dans la commune, où il est décédé en 2006.
- Mona Ozouf, historienne et épouse du précédent.
- Georges Pradines, spéléologue (1855-1896), ami d' Édouard-Alfred Martel, membre de la famille des notaires originaire du village, il participa aux recherches d'Henri Filhol sur les phosphorites du Quercy et il entreprit l’investigation souterraine du Causse de Limogne, de ses igues et de ses sources

## Héraldique
| Blason | Blasonnement : Parti : au 1er coupé au I d'azur à trois étoiles d'or rangées en pal, au II d'or à trois bandes de gueules, au 2e d'azur à la tour d'argent, maçonnée de sable, au chef cousu de gueules chargé de trois casques d'or. |

## Le Pèlerinage de Compostelle
Sur la via Podiensis du pèlerinage de Saint-Jacques-de-Compostelle
On vient de Cajarc, la prochaine commune est Varaire.

#### Site de l'Insee
1. ↑  « La grille communale de densité », sur le site de l'Insee, 28 mai 2024 (consulté le 28 juin 2024).
2. ↑  Insee, « Métadonnées de la commune de Limogne-en-Quercy ».
3. ↑  « Base des aires d'attraction des villes 2020. », sur le site de l'Insee, 21 octobre 2020 (consulté le 28 juin 2024).
4. ↑  Marie-Pierre de Bellefon, Pascal Eusebio, Jocelyn Forest, Olivier Pégaz-Blanc et Raymond Warnod (Insee), « En France, neuf personnes sur dix vivent dans l’aire d’attraction d’une ville », sur le site de l'Insee, 21 octobre 2020 (consulté le 28 juin 2024).
5. ↑  « REV T1 - Ménages fiscaux de l'année 2018 à Limogne-en-Quercy » (consulté le 5 février 2022).
6. ↑  « REV T1 - Ménages fiscaux de l'année 2018 dans le Lot » (consulté le 5 février 2022).
7. 1 2  « Emp T1 - Population de 15 à 64 ans par type d'activité en 2018 à Limogne-en-Quercy » (consulté le 5 février 2022).
8. ↑  « Emp T1 - Population de 15 à 64 ans par type d'activité en 2018 dans le Lot » (consulté le 5 février 2022).
9. ↑  « Emp T1 - Population de 15 à 64 ans par type d'activité en 2018 dans la France entière » (consulté le 5 février 2022).
10. ↑  « Base des aires d'attraction des villes 2020 », sur site de l'Insee (consulté le 10 avril 2021).
11. ↑  « Emp T5 - Emploi et activité en 2018 à Limogne-en-Quercy » (consulté le 5 février 2022).
12. ↑  « ACT T4 - Lieu de travail des actifs de 15 ans ou plus ayant un emploi qui résident dans la commune en 2018 » (consulté le 5 février 2022).
13. ↑  « ACT G2 - Part des moyens de transport utilisés pour se rendre au travail en 2018 » (consulté le 5 février 2022).
14. ↑  « DEN T5 - Nombre d'établissements par secteur d'activité au 31 décembre 2019 à Limogne-en-Quercy » (consulté le 14 février 2022).
15. ↑  « DEN T5 - Nombre d'établissements par secteur d'activité au 31 décembre 2019 dans le Lot » (consulté le 14 février 2022).

#### Autres sources
1. ↑  Carte IGN sous Géoportail
2. 1 2  Daniel Joly, Thierry Brossard, Hervé Cardot, Jean Cavailhes, Mohamed Hilal et Pierre Wavresky, « Les types de climats en France, une construction spatiale », Cybergéo, revue européenne de géographie - European Journal of Geography, no 501,‎ 18 juin 2010 (DOI 10.4000/cybergeo.23155, lire en ligne, consulté le 14 novembre 2023)
3. ↑  « Zonages climatiques en France métropolitaine. », sur pluiesextremes.meteo.fr (consulté le 14 novembre 2023).
4. ↑  « Orthodromie entre Limogne-en-Quercy et Caylus », sur fr.distance.to (consulté le 14 novembre 2023).
5. ↑  « Station Météo-France « Caylus » (commune de Caylus) - fiche climatologique - période 1991-2020 », sur donneespubliques.meteofrance.fr (consulté le 14 novembre 2023).
6. ↑  « Station Météo-France « Caylus » (commune de Caylus) - fiche de métadonnées. », sur donneespubliques.meteofrance.fr (consulté le 14 novembre 2023).
7. ↑  « Climadiag Commune : diagnostiquez les enjeux climatiques de votre collectivité. », sur meteofrance.fr, novembre 2022 (consulté le 14 novembre 2023).
8. ↑  « Les espaces protégés. », sur le site de l'INPN (consulté le 10 mai 2022).
9. ↑  « Liste des espaces protégés sur la commune », sur le site de l'inventaire national du patrimoine naturel (consulté le 2 septembre 2021).
10. ↑  « Le parc naturel régional des Causses du Quercy – charte 2012-2024 »(Archive.org • Wikiwix • Archive.is • Google • Que faire ?), sur parc-causses-du-quercy.fr (consulté le 8 mai 2021).
11. ↑  [PDF]« Le parc naturel régional des Causses du Quercy – charte 2012-2024 - le rapport »(Archive.org • Wikiwix • Archive.is • Google • Que faire ?), sur parc-causses-du-quercy.fr (consulté le 8 mai 2021).
12. ↑  « - fiche descriptive », sur le site de l'inventaire national du patrimoine naturel (consulté le 1er septembre 2021).
13. ↑  « le géoparc des Causses du Quercy »(Archive.org • Wikiwix • Archive.is • Google • Que faire ?), sur le site des Géoparks de l'Unesco (consulté le 26 août 2021).
14. ↑  « Géoparc des Causses du Quercy - fiche descriptive », sur le site de l'inventaire national du patrimoine naturel (consulté le 1er septembre 2021).
15. ↑  « Réserve naturelle d'intérêt géologique du département du Lot. », sur reserves-naturelles.org (consulté le 26 août 2021).
16. ↑  « la réserve naturelle nationale d'intérêt géologique du département du Lot - fiche descriptive », sur le site de l'inventaire national du patrimoine naturel (consulté le 2 septembre 2021).
17. ↑  « Liste des ZNIEFF de la commune de Limogne-en-Quercy », sur le site de l'Inventaire national du patrimoine naturel (consulté le 2 septembre 2021).
18. ↑  « ZNIEFF la « combe de Pecholié » - fiche descriptive », sur le site de l'inventaire national du patrimoine naturel (consulté le 2 septembre 2021).
19. ↑  « CORINE Land Cover (CLC) - Répartition des superficies en 15 postes d'occupation des sols (métropole). », sur le site des données et études statistiques du ministère de la Transition écologique. (consulté le 14 avril 2021).
20. 1 2  « Les risques près de chez moi - commune de Limogne-en-Quercy », sur Géorisques (consulté le 17 octobre 2022).
21. ↑  BRGM, « Évaluez simplement et rapidement les risques de votre bien », sur Géorisques (consulté le 13 septembre 2022).
22. ↑  « Dossier départemental des risques majeurs dans le Lot », sur lot.gouv.fr (consulté le 13 septembre 2022).
23. ↑  « Dossier départemental des risques majeurs dans le Lot », sur lot.gouv.fr (consulté le 13 septembre 2022), chapitre Mouvements de terrain.
24. 1 2  « Liste des cavités souterraines localisées sur la commune de Limogne-en-Quercy », sur georisques.gouv.fr (consulté le 13 septembre 2022).
25. ↑  « Retrait-gonflement des argiles », sur le site de l'observatoire national des risques naturels (consulté le 13 septembre 2022).
26. ↑  Gaston Bazalgues, « Les noms des communes du Parc », Les cahiers scientifiques du Parc naturel régional des Causses du Quercy, vol. 1,‎ 2014, p. 115-116 (lire en ligne).
27. ↑  « Chapitre 6. Les courants de la grande peur », dans Georges Lefebvre, La grande peur de 1789, Paris, Armand Collin, 2021, 304 p., p. 203-231
28. ↑  chap. 3 « Au-delà des camps : les civils exilés dans l’espace français », dans Bartolomé Bennassar, La guerre d'Espagne et ses lendemains, Paris, Perrin, 2006, 558 p., p. 402-427
29. ↑  chap. 4 « Les réfugiés espagnols en France pendant la guerre », dans Bartolomé Bennassar, La guerre d'Espagne et ses lendemains, Paris, Perrin, 2006, 558 p., p. 428-458
30. ↑  Stèle commémorative dans le village
31. ↑  « Chapitre 6. La division « Das Reich » et l’exportation des méthodes du front de l’est en France », dans Fabrice Grenard, Tulle. Enquête sur un massacre, 9 juin 1944, Paris, Tallandier, 23 mai 2024, 384 p. (ISBN 979-1021004788), p. 149-174
32. ↑  « Chapitre 2. Le mouvement Poujade et la politique (juillet 1953-novembre 1955) », dans Romain Souillac, Le mouvement Poujade De la défense professionnelle au populisme nationaliste (1953-1962), Paris, Presses de Sciences-Po, 2007, 416 p., p. 69-108
33. ↑  Jean Claude d'Antoni-Nobécourt, « Journées Bernard Gèze, 1er, 2 et 3 octobre 2005 à Lalbenque et à Limogne-en-Quercy (Lot) », Karstologia, no 46,‎ 2005, p. 71-72 (lire en ligne )
34. ↑  « Les maires de Limogne-en-Quercy », sur Site francegenweb, 19 février 2011 (consulté le 22 octobre 2017).
35. ↑  « Lot : Jean-Claude Vialette élu maire de Limogne », sur La Dépêche, 13 juin 2021 (consulté le 28 février 2023).
36. ↑  L'organisation du recensement, sur insee.fr.
37. ↑  Calendrier départemental des recensements, sur insee.fr.
38. ↑  Des villages de Cassini aux communes d'aujourd'hui sur le site de l'École des hautes études en sciences sociales.
39. ↑  Fiches Insee - Populations de référence de la commune pour les années 2006, 2007, 2008, 2009, 2010, 2011, 2012, 2013, 2014, 2015, 2016, 2017, 2018, 2019, 2020, 2021 et 2022.
40. ↑  « Entreprises à Limogne-en-Quercy », sur entreprises.lefigaro.fr (consulté le 14 février 2022).
41. ↑  « Les régions agricoles (RA), petites régions agricoles(PRA) - Année de référence : 2017 », sur agreste.agriculture.gouv.fr (consulté le 14 février 2022).
42. ↑  Présentation des premiers résultats du recensement agricole 2020, Ministère de l’agriculture et de l’alimentation, 10 décembre 2021
43. 1 2  « Fiche de recensement agricole - Exploitations ayant leur siège dans la commune de Limogne-en-Quercy - Données générales », sur recensement-agricole.agriculture.gouv.fr (consulté le 14 février 2022).
44. ↑  « Fiche de recensement agricole - Exploitations ayant leur siège dans le département du Lot » (consulté le 14 février 2022).